# Aschberg (Schleswig-Holstein)
Der Aschberg (dänisch: Askbjerg; Askebjerg) ist eine 98 m ü. NHN hohe Erhebung im Naturpark Hüttener Berge in Schleswig-Holstein. Er liegt in der Gemeinde Ascheffel. Bei gutem Wetter reicht die Sicht bis zur Ostsee. Über den Aschberg verläuft der Naturparkweg, der fünf Naturparks in Schleswig-Holstein für Wanderer verbindet.

## Geschichte
Der Aschberg entstand während der Weichselvereisung. In dieser Zeit teilte sich der weichseleiszeitliche Ostseegroßgletscher in Schleswig-Holstein in einen „Holsteiner Lobus“ und einen „Eckernförder Lobus“.
Der „Eckernförder Lobus“ wiederum teilte sich im heutigen Eckernförder Gebiet unter Ausnutzung einer (nach Ansicht einiger Geologen  schon vor der Eiszeit angelegten) Tiefenlinie der Eckernförder Bucht in eine nördliche („Windebyer Noor-Zunge“) und eine südliche („Wittensee-Goossee-Zunge“) Teileiszunge. Die Windebyer-Noor-Zunge formte unter anderem die Hüttener Berge und damit auch den Aschberg.
Auf dem Aschberg steht seit 1930 das 7 m hohe Bismarck-Standbild, das nach dem Entwurf des Bildhauers Adolf Brütt von dem Berliner Metallbildhauer Gustav Lind in Kupfertreibarbeit hergestellt wurde. 1919 war es auf Veranlassung der Knivsberg-Gesellschaft aus der Nische des Bismarckturmes auf dem Knivsberg bei Apenrade in Nordschleswig geborgen worden. Im Vorfeld der Volksabstimmung in Schleswig befürchtete man dort seine Zerstörung oder Beschädigung.
Ende des 19. Jahrhunderts wurde auf dem Aschberg erstmals ein Aussichtsturm aus Holz errichtet, der nach wenigen Jahren erneuert wurde. Dieser ca. 10 Meter hohe Turm wurde Kaiser-Wilhelm-Turm genannt. Er existierte bis ca. 1918.
Ein Findling mit Inschrift erinnert auf dem Aschberg an Johann von Bruyn.

## Umgestaltung des Areals 2012/13
In den Jahren 2012 und 2013 wurde das etwa 10 Hektar große Areal auf dem Aschberg für 11 Millionen Euro umgestaltet. Nach drei Jahren Planung und 18 Monaten Bauzeit entstanden ein Hotel mit 30 Doppelzimmern, ein Seminargebäude mit Gastronomie und ein rund 20 Meter hoher Aussichts- und Kletterturm. Die Freigabe des Kletterturms, das Herrichten einer angrenzenden Multifunktionsfläche und die Eröffnung eines Jugendgästehauses erfolgten 2014. Unumstritten war die Umgestaltung des Areals nicht; nach Angaben der ehemaligen Betreiber waren 2.800 Unterstützerunterschriften für den Erhalt der bisherigen Bebauung mit den Aschberg-Stuben gesammelt worden.

## Aschbergfest
Das Aschbergfest fand mit Unterbrechungen seit 1921 statt, ab 1922 unter Regie der Aschberggesellschaft. Nach der Abtretung Nordschleswigs an Dänemark veranstalteten abgewanderte Nordschleswiger das erste Fest 1921 – in jenem Jahr unter dem Namen Nordmarkfest – als Ersatz für das Knivsbergfest. Im Rahmen des Aschbergfestes 1930 wurde das Bismarck-Denkmal, das ein Jahrzehnt zuvor noch auf dem Knivsberg stand, eingeweiht. Das Fest entwickelte sich zu einer jährlichen Veranstaltung mit Folklore-, Tanz-, Sport-,  Theater- und weiteren Programmpunkten auf dem Aschberg und unterhalb des Aschbergs (u. a. in Baumgarten) sowie zeitweise auch mit nationalistischen Elementen. In manchen Jahren lockte das Aschbergfest Besucher im fünfstelligen Bereich an. So wird aus dem Jahre 1951 berichtet, dass zu beiden Veranstaltungstagen (25. und 26. August) jeweils 10.000 Besucher kamen; einer Heimatkundgebung wohnten 8.000 Besucher bei, einem Fußballspiel des Eckernförder SV (ESV) gegen den Eckernförder Männerturnverein (EMTV) 7.000. Aschbergfeste fanden zumindest noch in den 1980er Jahren statt.

## Visuelle Impressionen

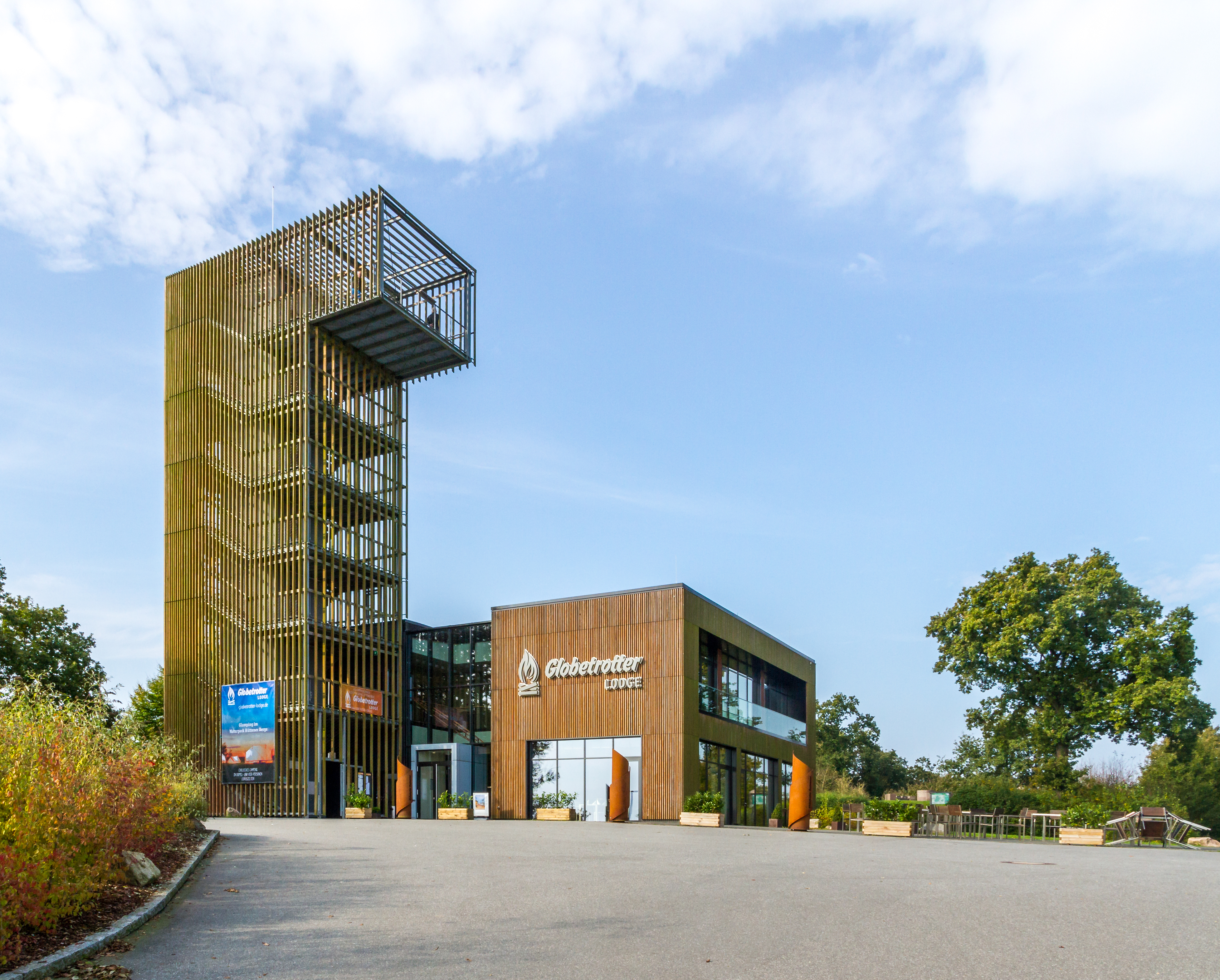
Aussichtsturm und Globetrotter-Lodge (inzwischen Panorama-Hotel Aschberg) – Ansicht von der Zufahrt
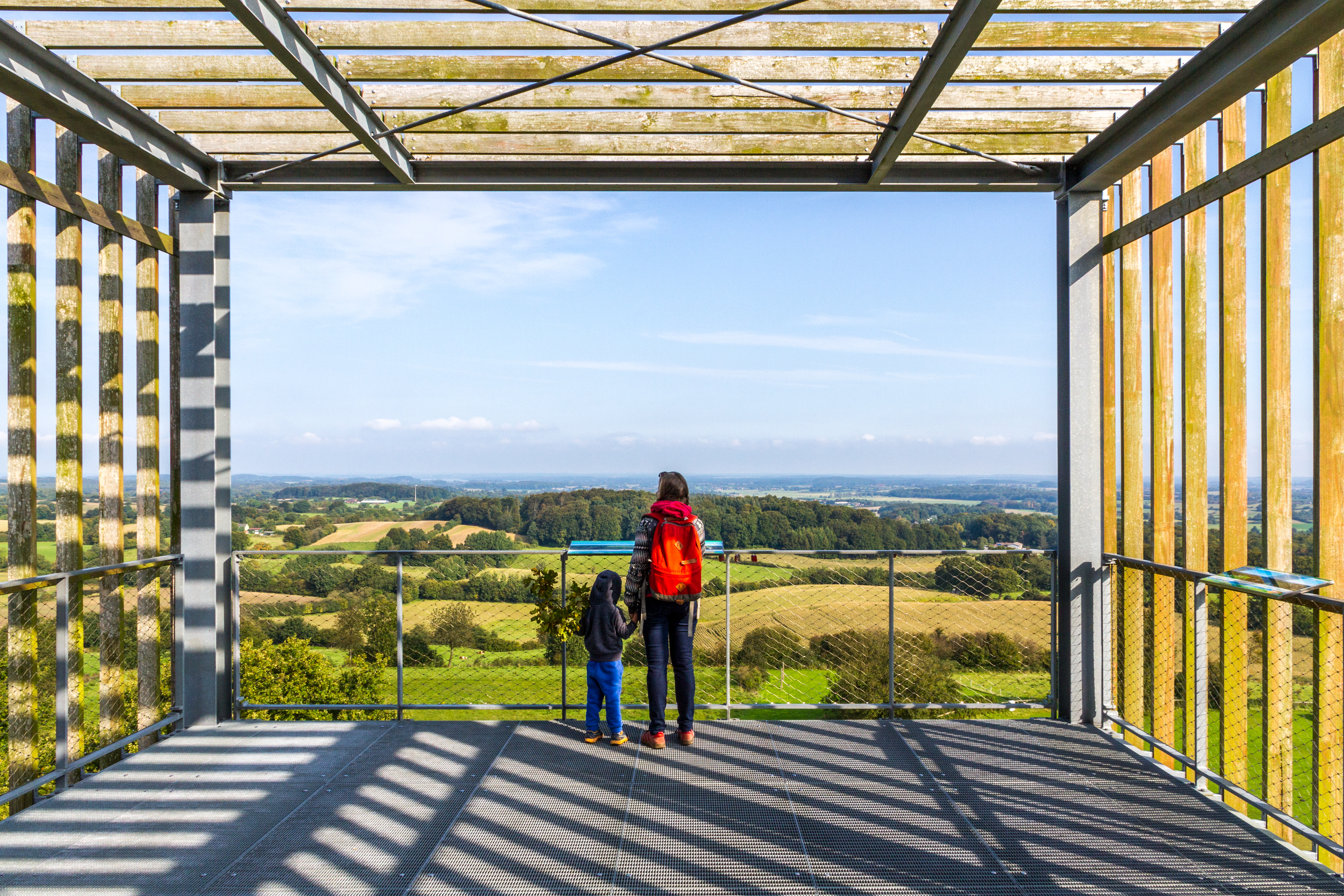
Aussicht vom Turm
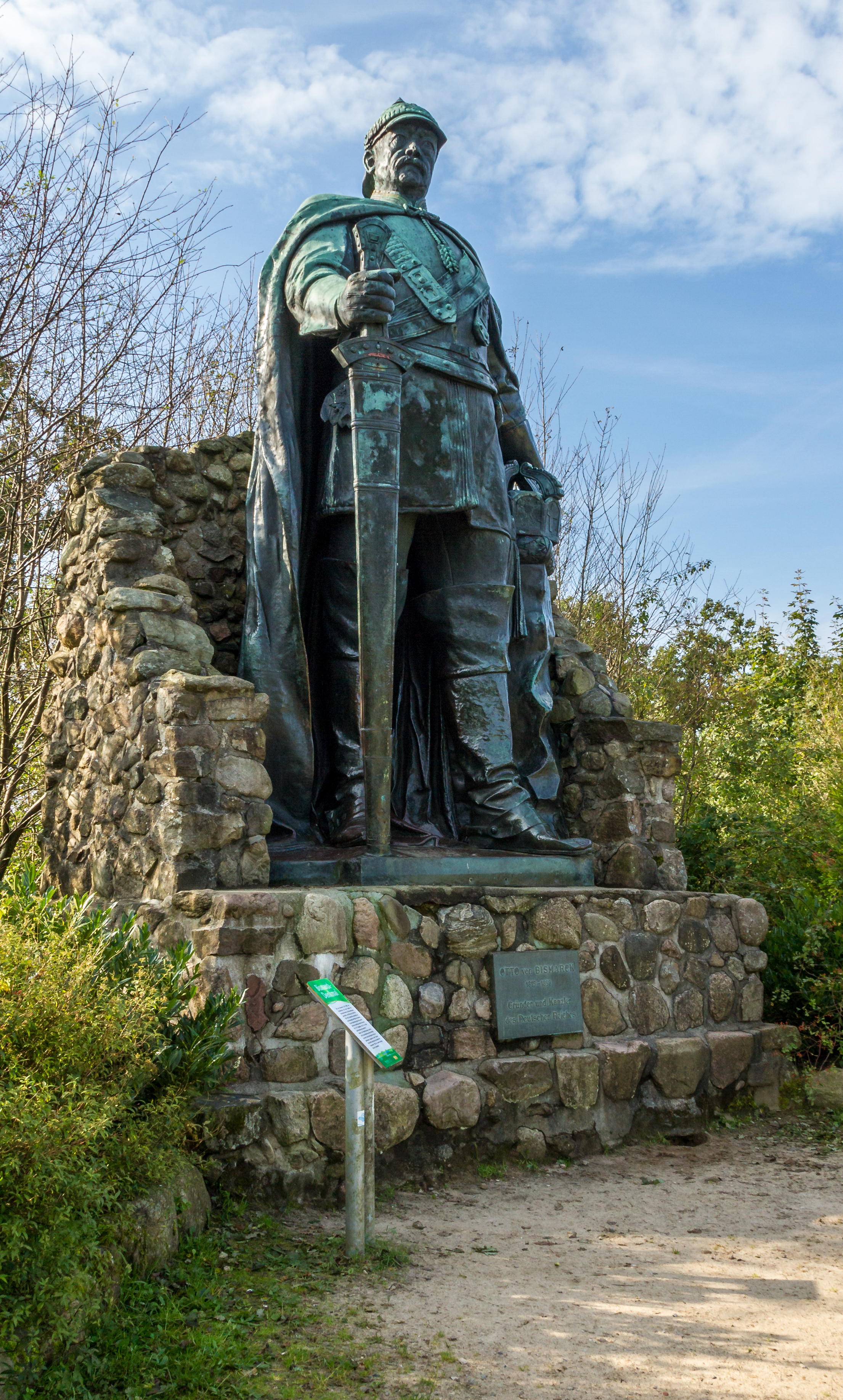
Bismarckdenkmal auf dem Aschberg
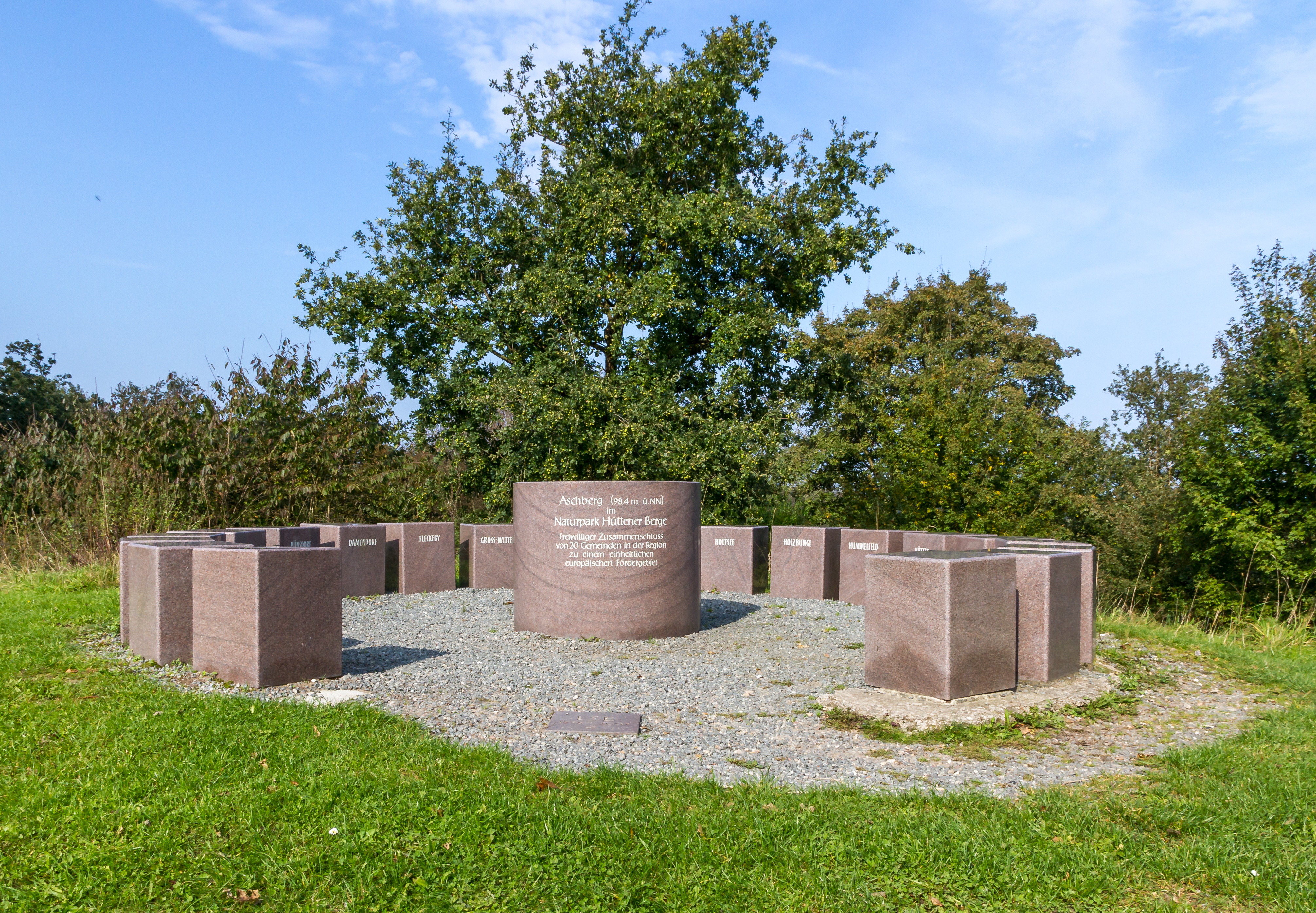
Höchster Punkt des Aschbergs. Auf den Steinen stehen die Namen der 20 Gemeinden des umgebenden Naturparks Hüttener Berge.
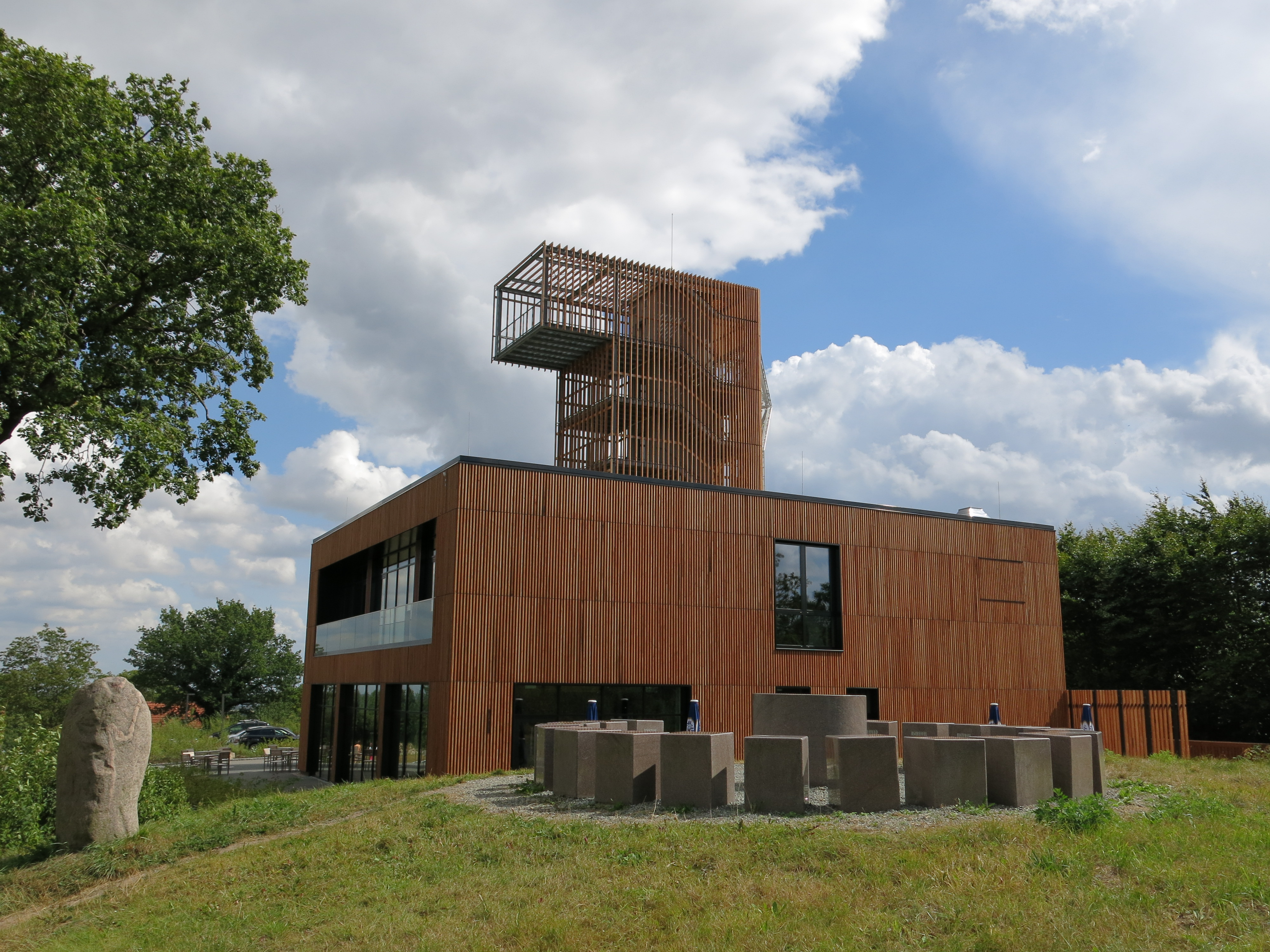
Steinkreis, Hotelgebäude und Aussichtsturm – rückwärtige Ansicht